# 명동 가시내
"명동 가시내"는 한국에서 제작된 전우열 감독의 1970년 영화이다. 신영균 등이 주연으로 출연하였고 황의식 등이 제작에 참여하였다.

## 출연

### 주연
- 신영균
- 문희
- 김창숙

## 기타
- 조명: 김동포
- 미술: 노인택